# Université de Nantes
Université de Nantes – francuska szkoła wyższa z siedzibą w mieście Nantes. Obecnie na uczelni uczy się ponad 32 000 osób, co czyni go drugim co do liczby studentów uniwersytetem we Francji.

## Historia
Pierwszy uniwersytet w Nantes powstał w 1460 roku jednakże został zamknięty i częściowo zniszczony w trakcie trwania rewolucji francuskiej. Dopiero w latach 60 XX wieku rozpoczęto planować możliwość ponownego otwarcia budynku. Plan budowy nowego kampusu uniwersyteckiego rozpoczął się w 1968 roku wraz z nową reformą szkolnictwa wyższego przeprowadzoną przez francuskie ministerstwo edukacji. 
Nowy uniwersytet został oficjalnie oddany do użytku w 1970 roku.

## Wydziały na Université de Nantes
- Faculté de Droit et Sciences économiques et de gestion - Wydział Prawa
- Faculté de Santé - Wydział Medycyny
- Faculté de Sciences - Wydział Nauk Ścisłych
- Faculté de Langues - Wydział Nauk Językowych
- Faculté de Lettres et Sciences Humaines - Wydział Nauk Humanistycznych
- École Polytechnique de Nantes - Politechnika w Nantes